# Lulu Wilson
Lulu Wilson (New York, 7 ottobre 2005) è un'attrice statunitense, nota per i suoi ruoli primari come attrice bambina nei film horror Ouija - L'origine del male del 2016 e Annabelle 2: Creation del 2017. Nel 2020 ha recitato come protagonista nel film Becky e come co-protagonista nel film The Glorias.

## Biografia
Lulu Wilson è nata nell'Upper East Side di Manhattan, a New York, il 7 ottobre 2005. Ha due sorelle maggiori.
Wilson comincia a recitare in spot pubblicitari all'età di tre anni, per poi prendere parte a vari film a horror soprannaturali come Liberaci dal male (Deliver Us from Evil, 2014) o Ouija - L'origine del male (Ouija: Origin of Evil, 2016), e Annabelle 2: Creation (Annabelle: Creation, 2017).  Nel 2016 parte alle riprese del film Marvel Doctor Strange, ma la sua scena è stata tagliata dal montaggio finale. Nel 2017 appare in Star Trek: Picard, settima serie televisiva live action del franchise di fantascienza Star Trek, impersonando Kestra, figlia di William Riker e Deanna Troi, nell'episodio della prima stagione Nepenthe.
Nel 2018 viene diretta da Steven Spielberg in Ready Player One; seguono altri ruoli nel cinema e nella televisione, tra cui quello da protagonista nel film Becky e quello da co-protagonista in The Glorias: in quest'ultimo interpreta infatti il personaggio di Gloria Steinem durante l'adolescenza.

## Filmografia

### Cinema
- Liberaci dal male (Deliver Us from Evil), regia di Scott Derrickson (2014)
- Her Composition, regia di Stephan Littger (2015)
- Ouija - L'origine del male (Ouija: Origin of Evil), regia di Mike Flanagan (2016)
- Annabelle 2: Creation (Annabelle: Creation), regia di David F. Sandberg (2017)
- Ready Player One, regia di Steven Spielberg (2018)
- Gone Are the Days, regia di Mark Landre Gould (2018)
- The Clinic, regia di Darrell Wheat (2018)
- Wyrm, regia di Christopher Winterbauer (2019)
- The Glorias, regia di Julie Taymor (2020)
- Becky, regia di Cary Murnion e Jonathan Milott (2020)
- L'ira di Becky (The Wrath of Becky), regia di Matt Angel e Suzanne Coote (2023)

### Televisione
- Louie – serie TV, episodio 3x06 (2012)
- The Money, regia di Justin Chadwick – episodio pilota (2014)
- Black Box – serie TV, episodi 1x01-1x02-1x06 (2014)
- The Millers – serie TV, 23 episodi (2014-2015)
- Inside Amy Schumer – serie TV, episodi 3x02-4x02-4x08 (2015-2016)
- Teachers – serie TV, episodio 1x04 (2016)
- Un poliziotto e mezzo - Nuova recluta (Cop and a Half: New Recruit), regia di Jonathan A. Rosenbaum – film TV (2017)
- Raised by Wolves, regia di Ben Taylor – film TV (2017)
- Sharp Objects, regia di Jean-Marc Vallée – miniserie TV (2018)
- The Haunting – serie TV, 7 episodi (2018)
- Star Trek: Picard – serie TV, episodio 1x07 (2020)
- 50 States of Fright – serie TV, episodi 2x04-2x05 (2020)
- Valley Trash, regia di Niki Schwartz-Wright – episodio pilota (2020)
- Modern Love – serie TV, episodio 2x05 (2021)
- La caduta della casa degli Usher (The Fall of the House of Usher) – miniserie TV, episodio 1x01 (2023)

## Doppiatrici italiane
Nelle versioni in italiano dei suoi lavori, Lulu Wilson è stata doppiata da:
- Chiara Fabiano in The Millers, Ouija - L'origine del male, The Haunting, Sharp Objects, Star Trek: Picard
- Anita Ferraro in Annabelle 2: Creation
- Martina Tamburello in Becky
- Emma Grasso[6] in La caduta della casa degli Usher[7]